# Club Atlético Fénix
Il Club Atlético Fénix è una società calcistica argentina con sede nella città di Pilar, nell'area metropolitana della Grande Buenos Aires. Milita nella Primera B Metropolitana, la terza serie del calcio argentino.

## Storia
Il club fu fondato il 25 aprile 1948 da un gruppo di ragazzi frequentanti il bar di proprietà di Guillermo García, nel distretto di Palermo, a Buenos Aires. I ragazzi giocavano a calcio nelle competizioni locali e decisero di fondare un nuovo club cui diedero il nome Club Atlético, Social y Deportivo Fénix.
Il nome fu scelto a causa di un incendio avvenuto nel 1947 che distrusse il bar dove i ragazzi si frequentavano. Nonostante il terribile incidente il bar riaprì poco dopo "risorgendo dalle ceneri del bar precedente" proprio come una fenice. Fénix infatti è la traduzione spagnola di Fenice.
Nel 1955 il club affittò una terra nel quartiere di Colegiales, dove Fénix costruì la sua prima sede. Un anno dopo il club cambiò nome nell'attuale Club Atlético Fénix.
Nel 1959 il club si è affiliato all'AFA e ha iniziato a giocare al Torneo de Aficionados (attuale Primera D). Nel 1963 la squadra ottenne per la prima volta la promozione e costruì la sua attuale sede nella strada di Concepción Arenal, nel quartiere di Chacarita. Nel 1965 fu vicino a raggiungere la promozione in Primera B Metropolitana, ma perse il playoff contro l'Almirante Brown per 1-0.
Nel 1978 l'amministratore di Buenos Aires, Osvaldo Cacciatore, notificò al club che doveva liberare le terre in cui era stato eretto lo stadio, perciò il club iniziò a disputare le sue partite casalinghe in luoghi diversi, soprattutto nello stadio Excursionistas. Al termine della stagione la squadra venne retrocessa in Primera D.
Dopo essere stato iscritto per alcuni anni a causa di una crisi finanziaria, il club ha firmato un accordo con investitori privati che hanno assunto la direzione dell'istituzione per 10 anni. Di conseguenza, Fénix lasciò il quartiere di Colegiales (dove rimase il suo quartier generale) trasferendosi nel Partido di Pilar, nella provincia di Buenos Aires. Nel 2010 l'investitore lasciò il club sostenendo che "gli obiettivi non erano stati raggiunti".
Al termine della stagione 2010-11 il Fénix fu retrocesso in Primera D, mentre l'anno successivo la squadra riuscì a recuperare la serie, vincendo il campionato.

## Palmarès

### Competizioni nazionali
- Primera D: 2

2004-2005, 2011-2012